# Josiah Harmar

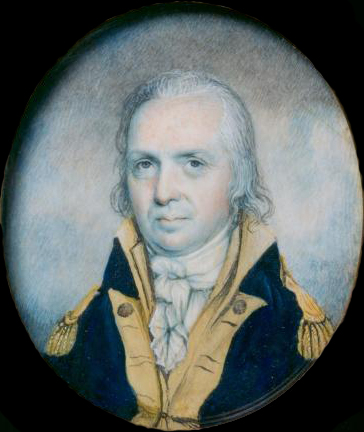
Josiah Harmar (Gemälde von Raphaelle Peale)

Josiah Harmar (* 10. November 1753 in Philadelphia, Province of Pennsylvania; † 20. August 1813 bei Philadelphia) war ein Offizier in der Armee der Vereinigten Staaten während des Unabhängigkeitskrieges sowie in den Indianerkriegen im Nordwestterritorium.
Harmar wurde in Philadelphia geboren und in einer Quäker-Schule erzogen. Er begann seine militärische Karriere während des Unabhängigkeitskriegs und wurde 1775 zum Captain befördert. Er diente in der Kontinentalarmee unter George Washington und Henry Lee. Bei Kriegsende hatte er den Rang eines Lieutenant Colonel erreicht un wurde beauftragt, den ratifizierten Vertrag von Paris an Benjamin Franklin in Paris zu überbringen.
Harmar wurde 1784 Kommandeur des First American Regiment, dem Ursprung der späteren US-Army und war von 1784 bis 1791 kommandierender Offizier (Senior Officer). Er unterzeichnete 1785 den Fort McIntosh-Vertrag. An der Stelle des alten Fort McIntoshs befindet sich heute der Ort Beaver in Pennsylvania. Im gleichen Jahr befahl Harmar die Errichtung von Fort Harmar bei Marietta in Ohio und überwachte auch den Bau von Fort Steuben beim heutigen Steubenville in Ohio.
1787 wurde Harmar zum Brevet-Brigadier General befördert. General Harmar befahl 1789 den Bau von Fort Washington (Heute: Cincinnati, Ohio). Präsident Washington übertrug ihm die Aufgabe, die amerikanischen Siedlungen im Nordwest-Territorium zu schützen. 1790 sandte Harmar eine Expedition gegen die Indianer und die noch verbliebenen Briten in diesem Gebiet. Nach anfänglichen militärischen Erfolgen wurden die Amerikaner von einer Allianz verschiedener Stämme unter der Führung von Häuptling Little Turtle geschlagen. Diese Schlacht wurde unter verschiedenen Namen bekannt: Harmars Niederlage, Schlacht am Maumee River, Schlacht bei den Miami-Städten oder auch Schlacht von Kekionga.
Etwas später kehrte er mit Verstärkung zurück, konnte aber wiederum keinen Sieg erringen. In der Folge wurde er seines Kommandos enthoben und durch General Arthur St. Clair ersetzt. Auf eigenen Wunsch kam er wegen Fahrlässigkeit vor ein Kriegsgericht, wurde aber freigesprochen.
Nach seiner Pensionierung 1792 diente Harmar von 1793 bis 1799 als Generalinspekteur (Adjutant General) von Pennsylvania. Er starb 1813 auf seinem Besitz The Retreat bei Philadelphia.